# Pulau Sailus Besar
Pulau Sailus Besar är en ö i Indonesien.   Den ligger i provinsen Nusa Tenggara Barat, i den centrala delen av landet, 1 200 km öster om huvudstaden Jakarta. Arean är 4,2 kvadratkilometer.
Terrängen på Pulau Sailus Besar är mycket platt. Öns högsta punkt är 22 meter över havet. Den sträcker sig 3,1 kilometer i nord-sydlig riktning, och 2,3 kilometer i öst-västlig riktning.